# Kristen Bell

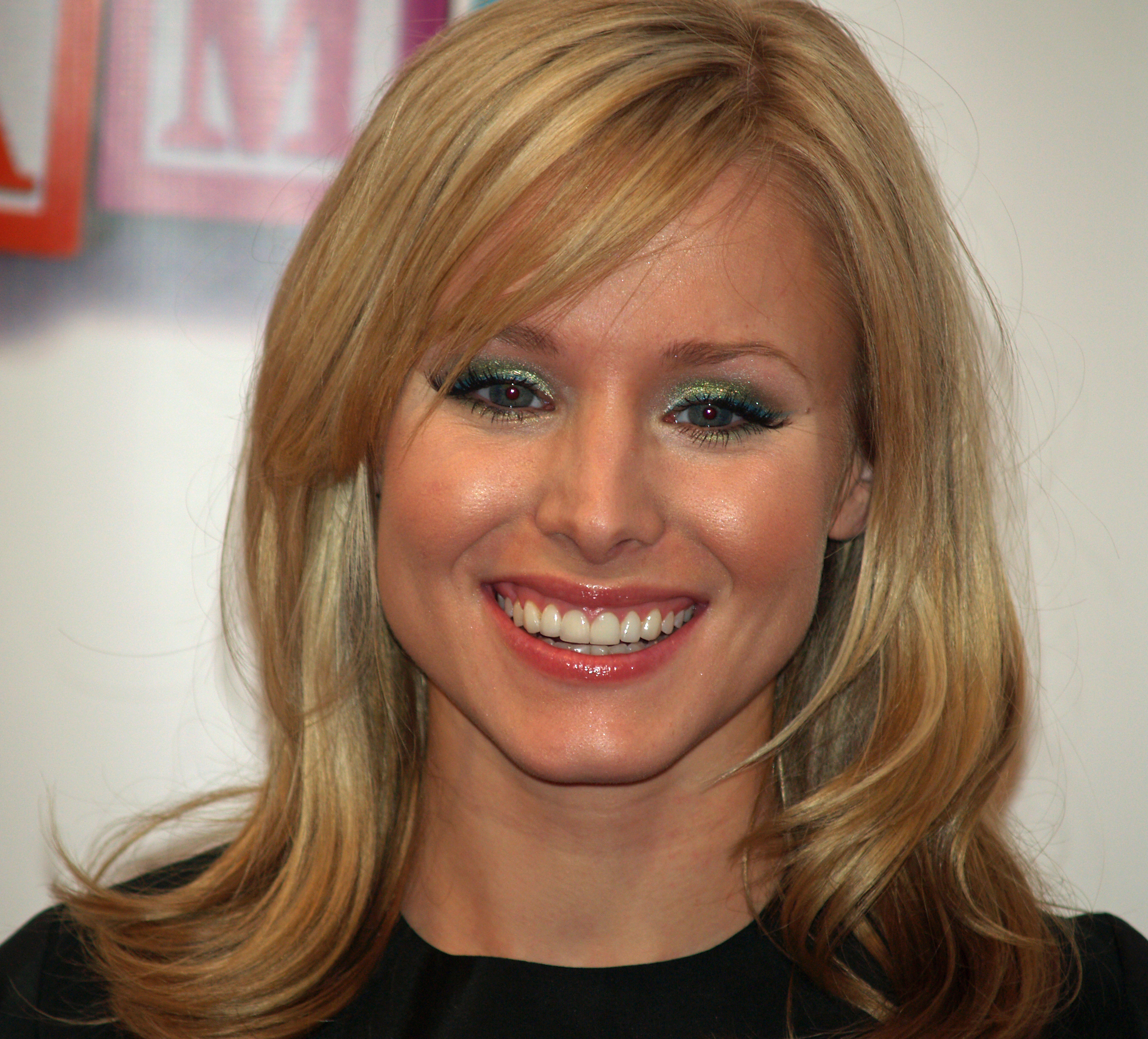
Kristen Bell (2008)

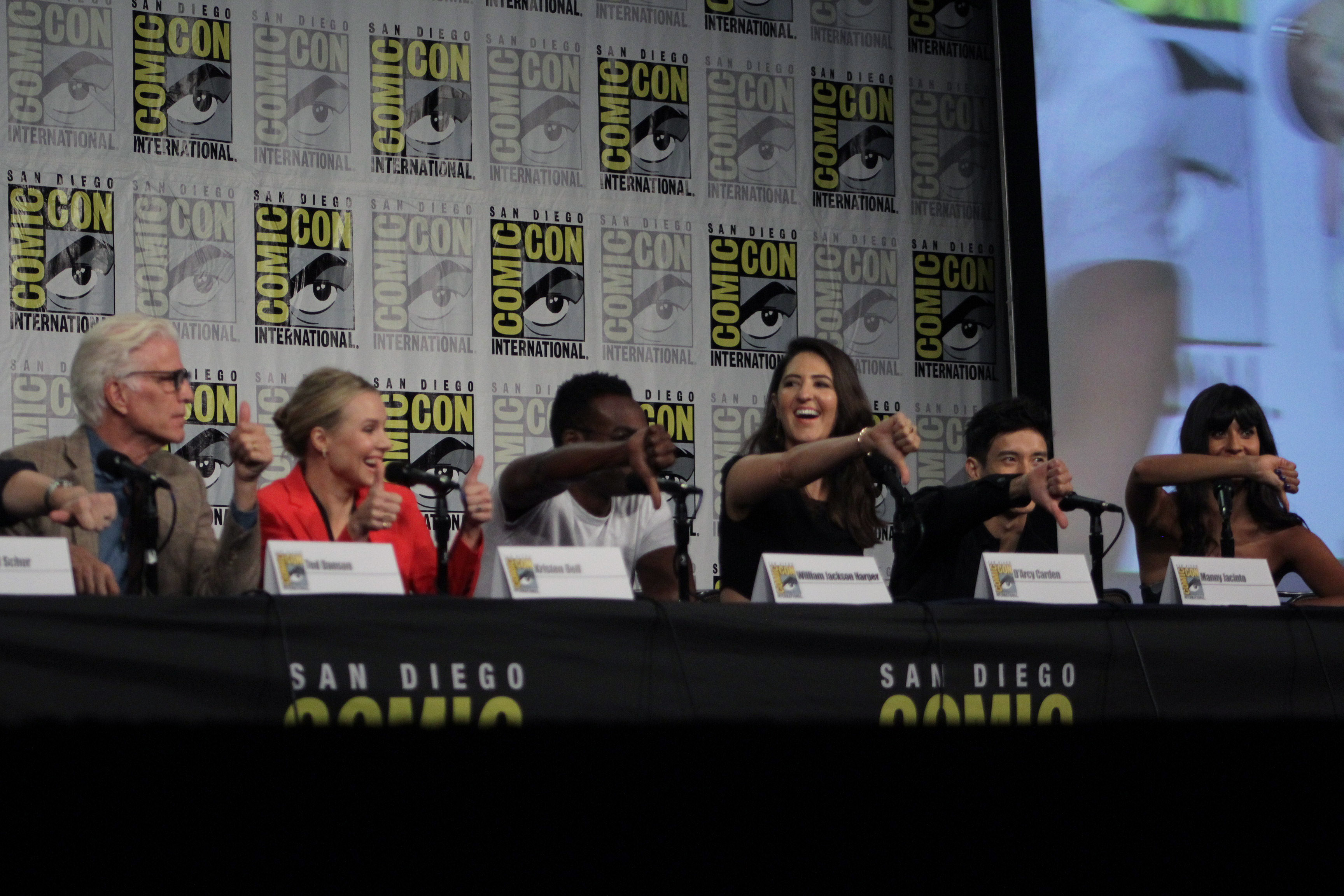
Ekipa Dobrego miejsca: Ted Danson, Kristen Bell, William Jackson Harper, D’Arcy Carden, Manny Jacinto i Jameela Jamil

Kristen Anne Bell (ur. 18 lipca 1980 w Huntington Woods) – amerykańska aktorka i wokalistka polsko-szkockiego pochodzenia.

## Życiorys
Bell urodziła się i wychowała w Huntington Woods na przedmieściach Detroit w stanie Michigan. Jej matka, Lorelei (z domu Frygier), była pielęgniarką, a jej ojciec, Tom Bell, był dyrektorem wiadomości telewizyjnych w Las Vegas. Jej matka jest pochodzenia polskiego, a ojciec ma niemieckie, szkockie i irlandzkie pochodzenie. Pierwsze kroki na scenie stawiała w wieku jedenastu lat, w przedstawieniu Raggedy Ann and Andy. W szkole Shrine Catholic High School w Detroit w 1997 roku zagrała główną rolę (Dorotki) w sztuce Czarnoksiężnik z Krainy Oz, a w 1998 wystąpiła w komediodramacie Polskie wesele (Polish Wedding).
Po zakończeniu szkoły średniej studiowała na Uniwersytecie Nowojorskim w Tisch School of the Arts. Na Broadwayu zadebiutowała jako Becky Thatcher w krótkiej musicalowej wersji Przygód Tomka Sawyera w 2001 roku oraz jako Mary Lane w komedii Reefer Madness: The Musical.
W 2004 roku zaczęła grać w Weronice Mars (Veronica Mars) – tytułowa rola w tym serialu przyniosła jej popularność.
W 2007 roku podkładała głos w grze Assassin’s Creed, jako Lucy Stillman. Także jej twarz została zeskanowana i użyta w grze przez jej postać. Dwa lata później ponownie wcieliła się w rolę Lucy Stillman w grze Assassin’s Creed II. W 2010 roku użyczyła swojego głosu w Assassin’s Creed: Brotherhood. Po ukończeniu prac nad grą, zerwała kontrakt z Ubisoftem.
Wystąpiła z Christiną Aguilerą i Cher, w muzycznym filmie Burleska (Burlesque, 2010).

## Życie prywatne
W 2013 roku wyszła za mąż za Daxa Sheparda. Mają dwie córki: Lincoln (ur. 28.03.2013) i Deltę (ur. 19.12.2014).

## Filmografia
- 1998: Polskie wesele (Polish Wedding), jako nastolatka (niewymieniona w czołówce)
- 2001: Pootie Tang – pogromca zła (Pootie Tang), jako córka wykonawcy nagraniowego
- 2002: Narzeczona dla kota (Neko no ongaeshi), jako Hiromi (ang.) (głos)
- 2002: Świat gliniarzy (The Shield), jako Jessica Hintel
- 2003: Everwood, jako Stacey Wilson
- 2003: American Dreams, jako Amy Fielding
- 2003: The O’Keefes, jako właścicielka Virginii
- 2003: Księżycowa zatoka (The King and Queen of Moonlight Bay), jako Alison
- 2004: Deadwood, jako Flora Anderson
- 2004: Spartan, jako Laura Newton
- 2004: Wybór Gracie (Gracie’s Choice), jako Gracie Thompson
- 2004–2007, 2019: Weronika Mars (Veronica Mars), jako Veronica Mars
- 2005: Marihuanowe szaleństwo (Reefer Madness: The Movie Musical), jako Mary
- 2005: Miasto tajemnic (Deepwater), jako pielęgniarka Laurie
- 2006: Roman, jako dziewczyna
- 2006: Pięćdziesiąt tabletek (Fifty Pills), jako Gracie
- 2006: Puls (Pulse), jako Mattie
- 2007: Flatland: The Movie, jako Hex
- 2007–2012: Plotkara (Gossip Girl), jako Plotkara (głos)
- 2007–2008: Herosi (Heroes), jako Elle Bishop
- 2009: Fanboys, jako Zoe
- 2008: Chłopaki też płaczą (Forgetting Sarah Marshall), jako Sarah Marshall
- 2009: Raj dla par (Couples Retreat), jako Cynthia
- 2009: Słodka zemsta (Serious Moonlight), jako Sara
- 2010: Pewnego razu w Rzymie (When in Rome), jako Beth Harper
- 2010: To znowu ty (You again), jako Marni Olsen
- 2010: Idol z piekła rodem (Get Him to the Greek), jako Sarah Marshall
- 2010: Burleska (Burlesque), jako Nikki
- 2011: Krzyk 4 (Scream 4), jako Chloe
- 2012: Na własne ryzyko (Safety Not Guaranteed), jako Belinda
- 2012: Na ratunek wielorybom (Big Miracle), jako Jill Jerard
- 2012: Burning Love, jako Mandy
- 2012: Bij i wiej (Hit and Run), jako Annie Bean
- 2012: Stuck in Love, jako Tricia
- 2012: Unsupervised, jako Megan
- od 2012: Kłamstwa na sprzedaż (House of Lies), jako Jeannie van der Hooven
- 2013: Movie 43, jako fałszywa Supergirl
- 2013: The Lifeguard, jako Leigh
- 2013: Some Girl(s), jako Bobbi
- 2013: Kraina lodu (Frozen) jako Anna (głos)
- 2013–2014: Parks and Recreation jako Ingrid de Forest
- 2014: Unity (film dokumentalny, narrator)
- 2014: Weronika Mars (Veronica Mars) jako Veronica Mars
- 2016: Złe mamuśki (Bad Moms) jako Kiki
- 2016: Szefowa (The Boss) jako Claire
- 2016–2020: Dobre miejsce (The Good Place) jako Eleanor Shellstrop
- 2017: Złe mamuśki 2: Jak przetrwać święta (A Bad Moms Christmas) jako Kiki
- 2018: Jaki ojciec taka córka (Like Father) jako Rachel Hamilton
- 2018: Ralph Demolka w internecie (Ralph Breaks the Internet) jako Anna (głos)
- 2019: Kraina lodu II (Frozen II) jako Anna (głos)
- 2021: Królowe przekrętu (Queenpins) jako Connie
- 2022: Ludzie, których nie cierpimy na weselach jako Alice
- 2022: Kobieta z domu naprzeciwko dziewczyny w oknie jako Anna
- 2024: Nikt tego nie chce jako Joanne

## Dyskografia

### Single
| „Do You Want to Build a Snowman?” (Kristen Bell, Agatha Lee Monn, Katie Lopez) | 2013 | 51 | 45 | 26 | - USA: platynowa płyta | Frozen: Original Motion Picture Soundtrack |
| „For the First Time in Forever” (Kristen Bell, Idina Menzel)                   | 2013 | 57 | –  | –  | - USA: złota płyta     | Frozen: Original Motion Picture Soundtrack |
| „Love Is an Open Door” (Kristen Bell, Santino Fontana)                         | 2013 | 49 | –  | 52 | - USA: złota płyta     | Frozen: Original Motion Picture Soundtrack |
| „–” singel nie był notowany.                                                   |      |    |    |    |                        |                                            |